# Kenny Tete
Kenny Tete (Amszterdam, 1995. október 9.) holland válogatott labdarúgó, a Fulham játékosa.
Részt vett a 2013-as U19-es labdarúgó-Európa-bajnokságon a holland U19-es labdarúgó-válogatott tagjaként.

## Sikerei, díjai

### Klub
- Ajax
  - Európa-liga döntős: 2016–17

- Fulham
  - Angol másodosztály: 2021–22

### Válogatott
- Hollandia U17
  - U17-es labdarúgó-Európa-bajnokság: 2012

## Statisztika
2021. március 21-i állapot szerint.
| Nemzet    | Évek     | Pályára lépések | Gólok |
| --------- | -------- | --------------- | ----- |
| Hollandia | 2015     | 2               | 0     |
| Hollandia | 2016     | 2               | 0     |
| Hollandia | 2017     | 4               | 0     |
| Hollandia | 2018     | 4               | 0     |
| Hollandia | 2019     | 1               | 0     |
| Hollandia | 2021     | 1               | 0     |
| Összesen  | Összesen | 14              | 0     |